# Effectif actuel des Oilers d'Edmonton
| No    | Nom                     | Nat. | Position      | Arrivée                          | Salaire        |
| ----- | ----------------------- | ---- | ------------- | -------------------------------- | -------------- |
| +036, | Jack Campbell           |      | Gardien       | 2022 - Agent libre               | +05 000 000, $ |
| +041, | Mike Smith              |      | Gardien       | 2019 - Agent libre               | +02 200 000, $ |
| +074, | Stuart Skinner          |      | Gardien       | 2017 - Repêchage                 | +00750 000, $  |
| +002, | Evan Bouchard           |      | Défenseur     | 2018 - Repêchage                 | +00863 333, $  |
| +005, | Cody Ceci               |      | Défenseur     | 2021 - Agent libre               | +03 250 000, $ |
| +022, | Tyson Barrie            |      | Défenseur     | 2020 - Agent libre               | +04 500 000, $ |
| +025, | Darnell Nurse – A       |      | Défenseur     | 2013 - Repêchage                 | +05 600 000, $ |
| +027, | Brett Kulak             |      | Défenseur     | 2022 - Canadiens de Montréal     | +02 750 000, $ |
| +028, | Ryan Murray             |      | Défenseur     | 2022 - Agent libre               | +00750 000, $  |
| +077, | Oscar Klefbom           |      | Défenseur     | 2011 - Repêchage                 | +04 167 000, $ |
| +080, | Markus Niemelainen      |      | Défenseur     | 2016 - Repêchage                 | +00762 500, $  |
| +010, | Derek Ryan              |      | Centre        | 2021 - Agent libre               | +01 250 000, $ |
| +013, | Jesse Puljujärvi        |      | Ailier droit  | 2016 - Repêchage                 | +03 000 000, $ |
| +014, | Devin Shore             |      | Centre        | 2021 - Agent libre               | +00850 000, $  |
| +018, | Zach Hyman              |      | Ailier gauche | 2021 - Agent libre               | +05 500 000, $ |
| +021, | Klim Kostine            |      | Ailier droit  | 2022 - Blues de Saint-Louis      | +00750 000, $  |
| +026, | Mattias Janmark         |      | Ailier gauche | 2022 - Agent libre               | +01 250 000, $ |
| +029, | Leon Draisaitl – A      |      | Centre        | 2014 - Repêchage                 | +08 500 000, $ |
| +037, | Warren Foegele          |      | Ailier gauche | 2021 - Hurricanes de la Caroline | +02 750 000, $ |
| +055, | Dylan Holloway          |      | Centre        | 2020 - Repêchage                 | +00925 000, $  |
| +056, | Kailer Yamamoto         |      | Ailier droit  | 2017 - Repêchage                 | +03 100 000, $ |
| +071, | Ryan McLeod             |      | Centre        | 2018 - Repêchage                 | +00798 000, $  |
| +091, | Evander Kane            |      | Ailier gauche | 2022 - Agent libre               | +05 125 000, $ |
| +093, | Ryan Nugent-Hopkins – A |      | Centre        | 2011 - Repêchage                 | +05 125 000, $ |
| +097, | Connor McDavid – C      |      | Centre        | 2015 - Repêchage                 | +12 500 000, $ |

1. ↑  Effectif des Oilers d’Edmonton sur oilers.nhl.com
2. ↑  (en) « Edmonton Oilers Salary Cap by Year », sur www.spotrac.com (consulté le 18 décembre 2016).
3. ↑  (en) « Effectif actuel des Oilers d'Edmonton », sur Eliteprospects.com
4. ↑  (en) « Edmonton Oilers », sur www.capfriendly.com (consulté le 1er avril 2022).